# Pénteksúr
Pénteksúr (szlovákul Malý Šúr, németül Klein-Schur) Egyházfa (Kostolná pri Dunaji) településrésze, egykor önálló falu Szlovákiában, a Pozsonyi kerületben, a Szenci járásban.

## Fekvése
Szenctől 4 km-re délre fekszik. 1943-óta Egyházfához tartozik.

## Története
Fényes Elek szerint „Súr (Péntek), magyar falu, Poson vgyében, Szenczhez 1/2 órányi meszszeségre, 103 kath., 13 evang., 11 ref. lak. Legelője, rétje jó; szép marhát nevel. F. u. gr. Pálffy csal. senioratusa. Ut. p. Cseklész”
A trianoni békeszerződésig Pozsony vármegye Szenci járásához tartozott.

## Népessége
1910-ben 161 magyar lakosa volt.
2001-ben Egyházfa 458 lakosából 315 magyar és 137 szlovák volt.

## Külső hivatkozások
- Pénteksúr Szlovákia térképén
- Községinfó